# یواس‌اس پال جونز (۱۸۶۲)
یواس‌اس پال جونز (۱۸۶۲) (به انگلیسی: USS Paul Jones (1862)) یک کشتی بود که طول آن ۲۱۶ فوت ۱۰ اینچ (۶۶٫۰۹ متر) بود. این کشتی در سال ۱۸۶۲ ساخته شد.